# Antony Crowther
Antony Crowther, né le 10 mai 1965 à Sheffield au Royaume-Uni, est un ancien concepteur, programmeur et musicien de jeux Commodore 64. Durant les années 1980, il a travaillé pour Alligata (en), Gremlin Graphics et plus tard pour sa propre entreprise, Wizard Development.
Le premier jeu informatique qu'il a créé était une version du jeu de société Mastermind, qui a été écrit pour le Pet 4032. Après l'acquisition d'un VIC-20 Crowther a commencé à apprendre le code machine et a écrit plusieurs jeux qu'il a montré à la maison de logiciels Superior Systems. La société lui a prêté un Commodore 64 qu'il a utilisé pour produire son premier titre commercial, Lunar Lander. Il a acquis un statut élevé parmi les utilisateurs de C64 au milieu des années 1980 avec sa production très prolifique, développant des jeux professionnels complets en seulement deux semaines. Crowther s'est associé à Ben Daglish, un autre musicien de C64, pour former W. E. M. U. M. U. S. I. C., qui signifiait "We Make Use of Sound In Computers".

## Liste de jeux
| Année | Titre                                             | Plateforme                   | Éditeur            |
| ----- | ------------------------------------------------- | ---------------------------- | ------------------ |
| 1983  | Aztec Tomb                                        | C64                          | Alligata           |
| 1983  | Bug Blaster                                       | C64                          | Alligata           |
| 1983  | Blagger                                           | C64                          | Alligata           |
| 1984  | Gryphon                                           | C64                          | Quicksilva         |
| 1984  | Killerwatt                                        | C64                          | Alligata           |
| 1984  | Loco                                              | C64                          | Alligata           |
| 1984  | Potty Pigeon                                      | C64                          | Gremlin            |
| 1984  | Wanted: Monty Mole (en)                           | C64                          | Gremlin            |
| 1984  | Son of Blagger (en)                               | C64                          | Alligata           |
| 1985  | Kettle                                            | C64                          | Alligata           |
| 1985  | Suicide Express                                   | C64                          | Gremlin            |
| 1985  | Trap                                              | C64                          | Alligata           |
| 1986  | Black Thunder                                     | C64                          | Quicksilva         |
| 1986  | Killer Ring                                       | C64                          | Ariolasoft         |
| 1986  | William Wobbler (en)                              | C64                          | Wizard Development |
| 1987  | Challenge of the Gobots                           | C64                          | Ariolasoft         |
| 1987  | Centurions                                        | C64                          | Ariolasoft         |
| 1988  | Bombuzal                                          | C64; Amiga                   | Mirrorsoft         |
| 1988  | Fernandez Must Die                                | C64; Amiga                   | Mirrorsoft         |
| 1988  | Zig Zag                                           | C64                          | Image Works        |
| 1989  | Phobia                                            | C64; Amiga; ST               | Image Works        |
| 1990  | Captive                                           | Amiga; ST; PC                | Mindscape          |
| 1991  | Captain Planet and the Planeteers                 | Amiga; ST                    | Mindscape          |
| 1992  | Knightmare (en)                                   | Amiga; ST                    | Mindscape          |
| 1994  | Liberation: Captive 2 (en)                        | Amiga; CD32                  | Mindscape          |
| 1996  | Normality                                         | PC                           | Gremlin            |
| 1997  | Realms of the Haunting (en)                       | PC                           | Gremlin            |
| 1999  | N2O: Nitrous Oxide                                | PS                           | Gremlin            |
| 2000  | Wacky Races (Les Fous du volant)                  | Dreamcast; PS2               | Infogrames         |
| 2004  | Harry Potter et le Prisonnier d'Azkaban           | PC; PS2; Xbox; GameCube; GBA | Electronic Arts    |
| 2005  | Battlefield 2: Modern Combat                      | PS2; Xbox; Xbox 360; PSP     | Electronic Arts    |
| 2008  | Burnout Paradise                                  | PS3; Xbox 360; PC            | Electronic Arts    |
| 2008  | Zubo (en)                                         | DS                           | Electronic Arts    |
| 2009  | Trivial Pursuit                                   | PS2; PS3; Xbox 360; Wii; PC  | Electronic Arts    |
| 2010  | Harry Potter et les Reliques de la Mort, partie 1 | PS3; Xbox 360; Wii; PC       | Electronic Arts    |
| 2011  | Harry Potter et les Reliques de la Mort, partie 2 | PS3; Xbox 360; Wii; PC       | Electronic Arts    |